# 2013年7月貝魯特爆炸案
2013年7月貝魯特爆炸案是指在2013年7月9日時於貝魯特南郊比爾埃爾-阿貝德（Bir el-Abed）的汽車炸彈爆炸，造成至少53人受傷。其中比爾埃爾-阿貝德被認為是真主黨的據點，對此真主黨和萨阿德·哈里里將爆炸案歸咎於「以色列和它的代理人」。但其他觀察家懷疑這講法是為了保持遜尼派和什葉派的和平，並且安撫當時因為真主黨支持敘利亞總統巴沙爾·阿薩德而強烈不滿的遜尼派人士。